# Старый (Белгородская область)
Старый — хутор в Волоконовском районе Белгородской области России. В составе Тишанского сельского поселения.

## География
Хутор расположен в восточной части Белгородской области, по обоим берегам реки Волчьей, близ границы с Украиной, в 27 км к юго-западу по прямой от районного центра Волоконовки. Ближайшие населённые пункты: расположенные западнее, на украинской территории, сёла Землянки и Бударки ниже по течению Волчьей; расположенные восточнее село Тишанка выше по течению Волчьей, село Новое выше по течению реки Плотвы, впадающей в Волчью в черте Тишанки, хутора Заяровка и Шаховка выше Тишанки по руслу Волчьей.

## История
Хутор Старый возник в начале XIX века как один из выселков со скотоводческого хутора помещиков Голицыных под названием Тишанка (ныне одноимённое село), носил название Старый как парное со вторым подобным выселком — хутором Новым (ныне село Новое).
В 1859 году — Валуйского уезда «хутор казенный Старый при речке Волчей», «между проселочными трактами на города Харьков и Старый Оскол».
В 1900 году — Валуйского уезда Борисовской волости хутор Старый, земельный надел 381,4 десятины, общественное здание.
С июля 1928 года «хут. Старый хутор» — в Тишанском сельсовете Волоконовского района Белгородской области.
В 2010 году хутор Старый числится в составе Тишанского сельского поселения Волоконовского района.

## Население
В 1815 году в ходе VII ревизии на хуторе учтён 31 двор и 155 душ населения.
В 1859 году на хуторе — 17 дворов, 174 жителя (79 мужчин, 95 женщин).
В 1900 году в Старом — 49 дворов, 340 жителей (179 мужчин, 161 женщин).
На 1 января 1932 года в Старом хуторе — 66 жителей.
По данным переписей населения на хуторе Старом на 17 января 1979 года — 172 жителя, на 12 января 1989 года — 113 (43 мужчин, 70 женщин), на 1 января 1994 года — 49 хозяйств и 110 жителей, в 1997 году — 44 хозяйства и 95 жителей, в 1999 году — 90 жителей, в 2001 году — 95.
| 2002 | 2010 |
| ---- | ---- |
| 96   | ↘90  |